# Obi-Wan Kenobi (colonna sonora)
Di seguito la colonna sonora della miniserie televisiva statunitense Obi-Wan Kenobi.
La colonna sonora è composta da Natalie Holt con il tema principale del personaggio di Obi-Wan Kenobi composto da John Williams. È stata pubblicata dalla Walt Disney Records il 27 giugno 2022.

## Genesi
Dopo aver composto la colonna sonora per la serie Disney+ Loki nel 2021, una petizione online su Twitter chiedeva che Natalie Holt fosse assunta per comporre una colonna sonora di Guerre stellari. Il 22 aprile 2022 è stato annunciato che Natalie Holt ha composto la colonna sonora della miniserie, eccetto il tema di Obi-Wan, prestando la sua voce ed esibendosi col proprio violino. Holt è la prima donna in assoluto a comporre delle musiche per la saga.
Chow volò a Londra per incontrare Holt e avere "due giorni di immersione intensiva" mostrandole riprese incomplete della serie. Holt, dopodiché, ha iniziato a sviluppare temi per i nuovi personaggi e scrivere una colonna sonora che come ha detto "ha radici nel Guerre stellari tradizionale" più di quanto la musica di Ludwig Göransson abbia fatto con The Mandalorian.

### Composizione
Holt ha detto che il suo processo di composizione è stato "un viaggio più simile a quello di John Powell o Michael Giacchino", i rispettivi compositori di Solo: A Star Wars Story e Rogue One: A Star Wars Story in quanto "immersi nei personaggi del patrimonio storico" rispetto alla libertà musicale concessa a Ludwig Göransson con i nuovi personaggi presenti in The Mandalorian.
Oltre a rendere omaggio alle musiche più leggere e tradizionali appartenenti agli anni '70, Holt ha deciso insieme alla Chow di dare un timbro più moderno alla miniserie.
Natalie Holt ha lavorato per far sì che ogni pianeta della serie avesse una sua identità distintiva. Come per le precedenti musiche di Guerre stellari, Holt è stata influenzata dalla musica culturale del mondo reale per rappresentare differenti pianeti nella serie. Ha interpolato elementi di musica latina e suoni più "orientali" dalla Thailandia e da Hong Kong per rappresentare diversi pianeti.
Ha descritto Daiyu come un luogo che richiama i mercati notturni asiatici, con una combinazione di suoni come il gamelan e il dulcimer, che di solito non si sentono insieme. Per la colonna sonora di Daiyu, ha scelto di utilizzare un ritmo 5/4. Questa scelta è stata motivata dal fatto che il ritmo sembra "non atterrare mai", creando un senso di mistero e incertezza che rispecchia la presenza di Kenobi sul pianeta. Holt ha spiegato che il ritmo 5/4 sembrava attrarre Obi-Wan verso Daiyu e nel suo enigmatico fascino.
Per il pianeta di Alderaan, Holt ha aggiunto "sapori sudamericani" inclusi elementi ritmici e sintetizzatori moderni.
Andreas Guteun Aaser, assistente di Natalie Holt, ha introdotto l'uso di un flauto nasale durante il processo di composizione del suono per le scene ambientate su Mapuzo. Questo strumento particolare ha contribuito a creare un suono distintivo e caratteristico per l'ambiente di Mapuzo, aggiungendo un elemento unico alla colonna sonora.
Inizialmente, Chow e Holt non erano sicuri di poter utilizzare le composizioni di John Williams nella serie. Di conseguenza, Holt decise di creare un tema originale per il personaggio di Kenobi. Tuttavia, una volta che il tema di Williams fu composto, il tema originale di Kenobi di Holt fu riadattato e diventò Holding Hands, la traccia musicale che accompagna il momento in cui Kenobi e Leila si tengono per mano nella puntata. Questa scelta fu fatta perché a Chow piaceva molto la composizione di Holt e si adattava perfettamente alla scena.
Nel secondo episodio ci si avvicina ai temi di Williams riutilizzando The Force Theme nella scena in cui Kenobi salva la piccola Leia caduta dal tetto usando la Forza, tema poi ripreso nel sesto episodio nella scena di addio sempre tra i due accompagnata anche da Princess Leia's Theme. È stato inoltre citato lo stile dei prequel con dei temi molto vicini agli anni 2000 nelle scene flashback tra Obi-Wan e Anakin durante la sessione di allenamento. In merito all'assenza della The Imperial March, presente solo alla fine della serie, la Holt ha dichiarato che è stata una cosa scelta deliberatamente dalla regista in quanto solo dopo il finale ci si rende conto che Anakin non c'è più, guadagnandosi da lì in poi il suo tema tanto iconico.

## Registrazione
A metà febbraio 2022 John Williams ha registrato il tema principale della serie con un'orchestra a Los Angeles, impiegando due settimane per la scrittura. Williams aveva scritto precedentemente un tema per Obi-Wan Kenobi nel primo film della saga ma col tempo è stato associato al tema della Forza in generale. Questa è la seconda volta che Williams ha scritto un tema per un film di Guerre stellari slegato dalla saga principale, come fece per Solo: A Star Wars Story, e segna il ritorno come compositore di colonne sonore per la televisione dal 1985. Holt ha descritto il tema di William come "riflessivo" e "del tutto appropriato" per la serie. Holt aveva iniziato a comporre la sua musica prima che Williams creasse e registrasse il suo nuovo tema di Obi-Wan. Aveva creato il suo tema di Obi-Wan prima che fosse confermato che Williams avrebbe contribuito alla colonna sonora. Ha detto che il suo tema era "stranamente molto simile al suo". Tuttavia, Holt non ha collaborato direttamente con Williams alla composizione del tema o della colonna sonora  e non si sono nemmeno incontrati fino alla Star Wars Celebration. Holt attribuisce alla musica di Williams in E.T. l'extra-terrestre il merito di avergli fatto notare per la prima volta la colonna sonora di un film, quindi ha detto che era un "privilegio" lavorare con il "genio" Williams.
Per registrare la colonna sonora della serie, Holt ha lavorato con l'ingegnere del suono Chris Fogel, che aveva precedentemente progettato la colonna sonora di Ludwig Göransson per The Mandalorian. La musica di Holt è stata registrata con un'orchestra tradizionale di 75 musicisti  a Los Angeles ai Fox Studios Newman Scoring Stage, con alcuni suoni moderni aggiuntivi. Holt ha usato corni da caccia e alcuni inusuali strumenti a percussione prodotti da Brian Kilgore per creare il tema degli inquisitori che, come ha detto, "scuote le tue viscere. È così ossessionante... È una struttura ritmica stridente". Inoltre Holt ha contribuito alla colonna sonora con esibizioni di canto, viola e violino, mentre il violinista James Ehnes, per il quale Holt nutre una certa ammirazione e che si trovava a Los Angeles mentre la registrazione era in corso, ha effettuato alcune esibizioni da solista con il violino.Holt ha completato il suo lavoro per la serie a fine aprile 2022.

## Distribuzione
Oltre al debutto delle prime due puntate della miniserie, il tema di John Williams Obi-Wan è stato distribuito digitalmente il 27 maggio 2022. Williams ha pubblicamente eseguito per la prima volta il suo nuovo tema Obi-Wan alla Star Wars Celebration del 26 maggio 2022. La sesta e ultima puntata è stato distribuita il 22 giugno e l'album completo della colonna sonora è stato pubblicato in digitale dalla Walt Disney Records il 27 giugno 2022.

## Tracce
Tracce
1. John Williams – Obi-Wan – 4:07
2. Natalie Holt    – Order 66 – 1:41
3. Natalie Holt    – Inquisitors' Hunt – 3:10
4. Natalie Holt    – Young Leia – 1:05
5. Natalie Holt    – Days of Alderaan – 1:38
6. William Ross  – The Journey Begins – 2:58
7. Natalie Holt    – Bail and Leia – 2:20
8. Natalie Holt    – Nari's Shadow – 1:14
9. Natalie Holt    – Ready to Go – 2:27
10. Natalie Holt    – Daiyu – 2:25
11. Natalie Holt    – Cat and Mouse – 3:11
12. Natalie Holt    – Spice Den – 1:10
13. William Ross  – First Rescue – 3:11
14. Natalie Holt    – Mapuzo – 1:18
15. Natalie Holt    – The Path – 1:35
16. Natalie Holt    – Sensing Vader – 2:50
17. Natalie Holt    – Parallel Lines – 2:13
18. William Ross  – Some Things Can’t Be Forgotten – 4:47
19. Natalie Holt    – Stormtrooper Patrol – 2:34
20. Natalie Holt    – Hangar Escape – 2:33
21. Natalie Holt    – Hold Hands – 1:40
22. Natalie Holt    – Empire Arrival – 2:04
23. Natalie Holt    – Dark Side Assault – 2:38
24. William Ross  – I Will Do What I Must – 2:49
25. Natalie Holt    – Sacrifice – 1:41
26. Natalie Holt    – No Further Use – 3:40
27. William Ross  – Overcoming the Past – 4:29
28. Natalie Holt    – Tatooine Desert Chase – 2:20
29. Natalie Holt    – Who You Become – 3:36
30. William Ross  – Saying Goodbye – 5:27
31. William Ross  – End Credit – 4:03

Durata totale: 82:54

## Accoglienza
| Recensione        | Giudizio |
| ----------------- | -------- |
| Album of the Year | 82/100   |

Il tema di Obi-Wan di Williams ha ricevuto ha ricevuto il plauso della critica. Shane Romanchick di Collider ha detto che il tema è "adatto per un cavaliere Jedi caduto" ed è "un pezzo molto più riservato che si adatta bene al nostro riluttante eroe". Lacy Long di Collider ha scritto che la colonna sonora di Holt "fa emergere davvero l'atmosfera, l'umore e il tono della serie". Zanobard Reviews ha criticato la colonna sonora dicendo "invece di una colonna sonora altamente memorabile e potente di Star Wars Kenobi , ne abbiamo una piuttosto noiosa e tortuosa che offre pochissimi momenti salienti". Jonathan Broxton ha scritto: "Nel contesto, però, la questione è diversa, e rimango sconcertato dalle decisioni creative che il regista, i produttori e apparentemente lo stesso John Williams hanno preso per limitare l'uso dei temi ereditati da Guerre stellari. Alla fine sarebbe stato meglio se avessero scelto di andare completamente da una parte o dall'altra: o lasciare che Natalie Holt si trasformasse in Ludwig Göransson e creasse un mondo sonoro completamente nuovo, o lasciare che William Ross realizzasse l'intera colonna sonora utilizzando tutti i temi ereditati da John Williams nel classico stile di Guerre stellari. Il modello ibrido che abbiamo, pur essendo assolutamente piacevole come esperienza di ascolto, alla fine danneggia lo sviluppo drammatico della storia vera e propria, e questo è praticamente imperdonabile". Marvelous Geek Media ha scritto: "Ciò che Holt fa con questa colonna sonora è così unico che poche parole si avvicinano a descrivere il comfort che evoca. È lo stesso confort che spesso proviamo entrando in una galassia lontana lontana, il tipo di ritorno a casa che ci sembra giusto ed emotivamente gratificante".

## Classifiche
| Classifica (2022)                           | Posizione massima |
| ------------------------------------------- | ----------------- |
| UK Digital Albums (Official Charts Company) | 45                |